# شکست‌زا

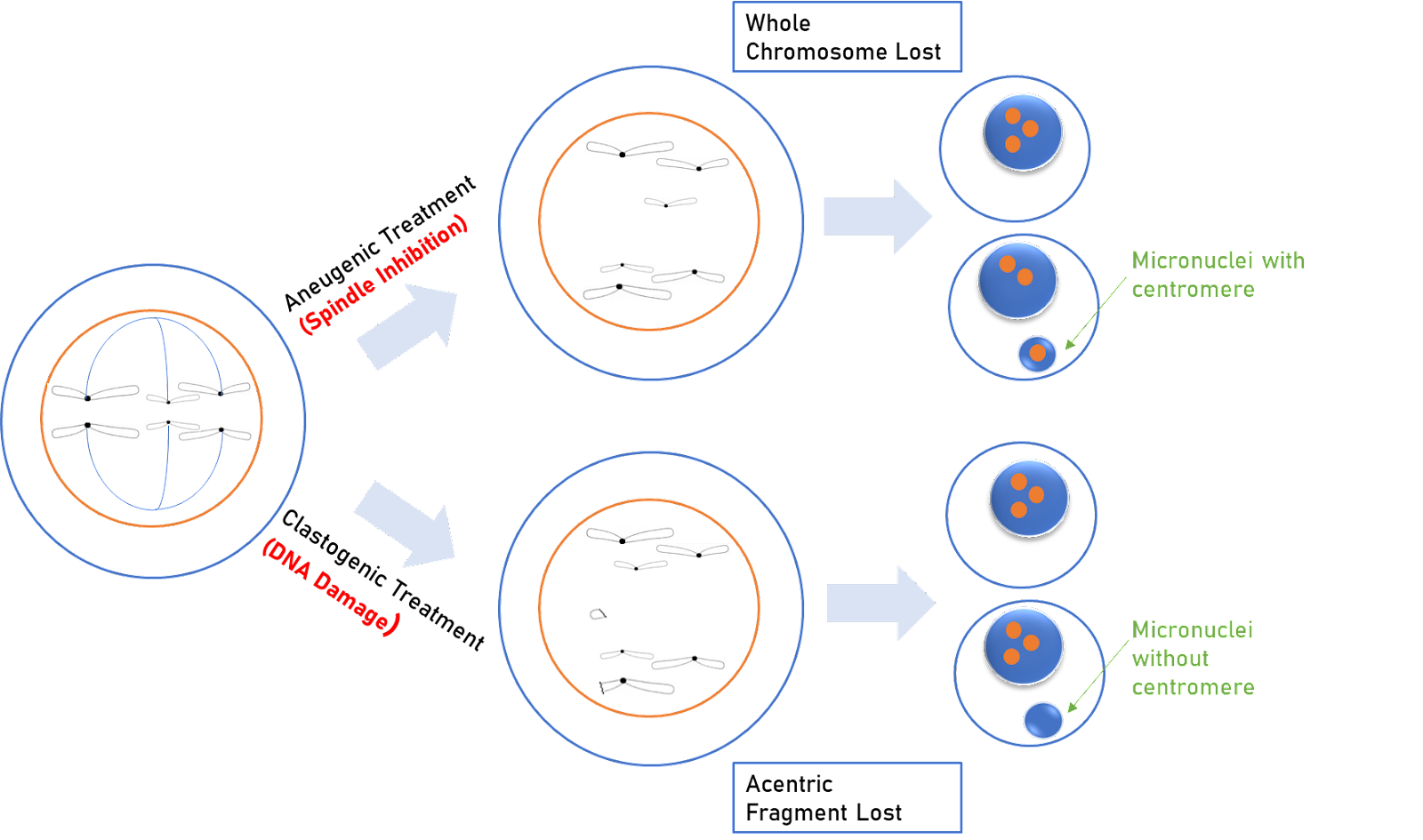
کلستوژن‌ها با ایجاد شکست در DNA و کروموزوم‌ها به ساختار ژنتیکی آسیب می‌زنند، در حالی که آنئوژن‌ها با اختلال در توزیع کروموزوم‌ها طی تقسیم سلولی، باعث ناهنجاری عددی کروموزومی می‌شوند.

شکست‌زا (به انگلیسی: Clastogen) در ژنتیک به ماده‌ای گفته می‌شود که در فام‌تن‌ها شکستگی پدید می‌آورد که این شکست می‌تواند باعث پاک‌ شدن، افزوده شدن یا بازآرایی در بخشهای گوناگون فام‌تن‌ها بشود. این پدیده گونه‌ای از جهش‌زایی‌ست که می‌تواند به چنگارزایی بینجامد.
شکست‌زاهای نامی عبارتند از اَکریدینِ زرد، بَنزِن، اکسید اتیلن، آرسنیک، فسفین و میموزین.